# Frank Marshall (scacchista)
Frank James Marshall (New York, 10 agosto 1877 – Jersey City, 9 novembre 1944) è stato uno scacchista statunitense.
Cittadino americano che ha vissuto a lungo a Montréal in Canada, Marshall fu uno dei più forti scacchisti americani nella prima metà del XX secolo.

## Biografia
Marshall iniziò a giocare a scacchi all'età di dieci anni e, nel 1890 si segnalava come uno dei più forti giocatori della sua città.
Nel 1904 vinse il fortissimo torneo di Cambridge Springs, con due punti di vantaggio sui secondi classificati David Janowski ed Emanuel Lasker. Dopo questa vittoria lanciò una sfida per il titolo mondiale al campione in carica Emanuel Lasker. La sfida si tenne tra il 26 gennaio e l'8 aprile nelle città di New York, Filadelfia, Washington, Baltimora, Chicago e Memphis. Marshall perse rovinosamente, incappando in ben otto sconfitte e sette patte, senza riuscire a vincere neppure una partita. L'anno precedente Marshall aveva già subito una pesante sconfitta (+1 –8 =8) per mano di Siegbert Tarrasch.
Nel 1907 sconfisse Jackson Showalter in un match valido per il campionato degli Stati Uniti. Nessuno fu in grado di strappargli il titolo per i successivi ventisei anni fino a quando, nel 1936, vi rinunciò spontaneamente.
Nel 1909 acconsentì a disputare un match contro un giovane cubano di nome José Raúl Capablanca. Con grande sorpresa di tutti, perse per +1 –8 =14. Nonostante ciò, non solo Marshall non se la prese, ma fece di tutto affinché il giovane talento dell'Avana fosse ammesso al torneo di San Sebastián del 1911. La competizione all'epoca era un appuntamento periodico che radunava l'élite scacchistica mondiale, ed era aperta solo a giocatori che avessero già riportato vittorie nei tornei maggiori. Come noto Capablanca, accolto tra lo scetticismo generale, vinse il torneo imponendosi con autorevolezza sulla scena dello scacchismo mondiale.
|   | a | b | c | d | e | f | g | h |   |
| 8 | f8 torre del nero · g8 re del nero · a7 pedone del nero · b7 pedone del nero · g7 pedone del nero · h7 pedone del nero · e6 pedone del nero · c5 torre del bianco · g5 donna del bianco · d4 cavallo del nero · g3 donna del nero · h3 torre del nero · a2 pedone del bianco · c2 pedone del bianco · f2 pedone del bianco · g2 pedone del bianco · h2 pedone del bianco · f1 torre del bianco · g1 re del bianco | f8 torre del nero · g8 re del nero · a7 pedone del nero · b7 pedone del nero · g7 pedone del nero · h7 pedone del nero · e6 pedone del nero · c5 torre del bianco · g5 donna del bianco · d4 cavallo del nero · g3 donna del nero · h3 torre del nero · a2 pedone del bianco · c2 pedone del bianco · f2 pedone del bianco · g2 pedone del bianco · h2 pedone del bianco · f1 torre del bianco · g1 re del bianco | f8 torre del nero · g8 re del nero · a7 pedone del nero · b7 pedone del nero · g7 pedone del nero · h7 pedone del nero · e6 pedone del nero · c5 torre del bianco · g5 donna del bianco · d4 cavallo del nero · g3 donna del nero · h3 torre del nero · a2 pedone del bianco · c2 pedone del bianco · f2 pedone del bianco · g2 pedone del bianco · h2 pedone del bianco · f1 torre del bianco · g1 re del bianco | f8 torre del nero · g8 re del nero · a7 pedone del nero · b7 pedone del nero · g7 pedone del nero · h7 pedone del nero · e6 pedone del nero · c5 torre del bianco · g5 donna del bianco · d4 cavallo del nero · g3 donna del nero · h3 torre del nero · a2 pedone del bianco · c2 pedone del bianco · f2 pedone del bianco · g2 pedone del bianco · h2 pedone del bianco · f1 torre del bianco · g1 re del bianco | f8 torre del nero · g8 re del nero · a7 pedone del nero · b7 pedone del nero · g7 pedone del nero · h7 pedone del nero · e6 pedone del nero · c5 torre del bianco · g5 donna del bianco · d4 cavallo del nero · g3 donna del nero · h3 torre del nero · a2 pedone del bianco · c2 pedone del bianco · f2 pedone del bianco · g2 pedone del bianco · h2 pedone del bianco · f1 torre del bianco · g1 re del bianco | f8 torre del nero · g8 re del nero · a7 pedone del nero · b7 pedone del nero · g7 pedone del nero · h7 pedone del nero · e6 pedone del nero · c5 torre del bianco · g5 donna del bianco · d4 cavallo del nero · g3 donna del nero · h3 torre del nero · a2 pedone del bianco · c2 pedone del bianco · f2 pedone del bianco · g2 pedone del bianco · h2 pedone del bianco · f1 torre del bianco · g1 re del bianco | f8 torre del nero · g8 re del nero · a7 pedone del nero · b7 pedone del nero · g7 pedone del nero · h7 pedone del nero · e6 pedone del nero · c5 torre del bianco · g5 donna del bianco · d4 cavallo del nero · g3 donna del nero · h3 torre del nero · a2 pedone del bianco · c2 pedone del bianco · f2 pedone del bianco · g2 pedone del bianco · h2 pedone del bianco · f1 torre del bianco · g1 re del bianco | f8 torre del nero · g8 re del nero · a7 pedone del nero · b7 pedone del nero · g7 pedone del nero · h7 pedone del nero · e6 pedone del nero · c5 torre del bianco · g5 donna del bianco · d4 cavallo del nero · g3 donna del nero · h3 torre del nero · a2 pedone del bianco · c2 pedone del bianco · f2 pedone del bianco · g2 pedone del bianco · h2 pedone del bianco · f1 torre del bianco · g1 re del bianco | 8 |
| 7 | f8 torre del nero · g8 re del nero · a7 pedone del nero · b7 pedone del nero · g7 pedone del nero · h7 pedone del nero · e6 pedone del nero · c5 torre del bianco · g5 donna del bianco · d4 cavallo del nero · g3 donna del nero · h3 torre del nero · a2 pedone del bianco · c2 pedone del bianco · f2 pedone del bianco · g2 pedone del bianco · h2 pedone del bianco · f1 torre del bianco · g1 re del bianco | f8 torre del nero · g8 re del nero · a7 pedone del nero · b7 pedone del nero · g7 pedone del nero · h7 pedone del nero · e6 pedone del nero · c5 torre del bianco · g5 donna del bianco · d4 cavallo del nero · g3 donna del nero · h3 torre del nero · a2 pedone del bianco · c2 pedone del bianco · f2 pedone del bianco · g2 pedone del bianco · h2 pedone del bianco · f1 torre del bianco · g1 re del bianco | f8 torre del nero · g8 re del nero · a7 pedone del nero · b7 pedone del nero · g7 pedone del nero · h7 pedone del nero · e6 pedone del nero · c5 torre del bianco · g5 donna del bianco · d4 cavallo del nero · g3 donna del nero · h3 torre del nero · a2 pedone del bianco · c2 pedone del bianco · f2 pedone del bianco · g2 pedone del bianco · h2 pedone del bianco · f1 torre del bianco · g1 re del bianco | f8 torre del nero · g8 re del nero · a7 pedone del nero · b7 pedone del nero · g7 pedone del nero · h7 pedone del nero · e6 pedone del nero · c5 torre del bianco · g5 donna del bianco · d4 cavallo del nero · g3 donna del nero · h3 torre del nero · a2 pedone del bianco · c2 pedone del bianco · f2 pedone del bianco · g2 pedone del bianco · h2 pedone del bianco · f1 torre del bianco · g1 re del bianco | f8 torre del nero · g8 re del nero · a7 pedone del nero · b7 pedone del nero · g7 pedone del nero · h7 pedone del nero · e6 pedone del nero · c5 torre del bianco · g5 donna del bianco · d4 cavallo del nero · g3 donna del nero · h3 torre del nero · a2 pedone del bianco · c2 pedone del bianco · f2 pedone del bianco · g2 pedone del bianco · h2 pedone del bianco · f1 torre del bianco · g1 re del bianco | f8 torre del nero · g8 re del nero · a7 pedone del nero · b7 pedone del nero · g7 pedone del nero · h7 pedone del nero · e6 pedone del nero · c5 torre del bianco · g5 donna del bianco · d4 cavallo del nero · g3 donna del nero · h3 torre del nero · a2 pedone del bianco · c2 pedone del bianco · f2 pedone del bianco · g2 pedone del bianco · h2 pedone del bianco · f1 torre del bianco · g1 re del bianco | f8 torre del nero · g8 re del nero · a7 pedone del nero · b7 pedone del nero · g7 pedone del nero · h7 pedone del nero · e6 pedone del nero · c5 torre del bianco · g5 donna del bianco · d4 cavallo del nero · g3 donna del nero · h3 torre del nero · a2 pedone del bianco · c2 pedone del bianco · f2 pedone del bianco · g2 pedone del bianco · h2 pedone del bianco · f1 torre del bianco · g1 re del bianco | f8 torre del nero · g8 re del nero · a7 pedone del nero · b7 pedone del nero · g7 pedone del nero · h7 pedone del nero · e6 pedone del nero · c5 torre del bianco · g5 donna del bianco · d4 cavallo del nero · g3 donna del nero · h3 torre del nero · a2 pedone del bianco · c2 pedone del bianco · f2 pedone del bianco · g2 pedone del bianco · h2 pedone del bianco · f1 torre del bianco · g1 re del bianco | 7 |
| 6 | f8 torre del nero · g8 re del nero · a7 pedone del nero · b7 pedone del nero · g7 pedone del nero · h7 pedone del nero · e6 pedone del nero · c5 torre del bianco · g5 donna del bianco · d4 cavallo del nero · g3 donna del nero · h3 torre del nero · a2 pedone del bianco · c2 pedone del bianco · f2 pedone del bianco · g2 pedone del bianco · h2 pedone del bianco · f1 torre del bianco · g1 re del bianco | f8 torre del nero · g8 re del nero · a7 pedone del nero · b7 pedone del nero · g7 pedone del nero · h7 pedone del nero · e6 pedone del nero · c5 torre del bianco · g5 donna del bianco · d4 cavallo del nero · g3 donna del nero · h3 torre del nero · a2 pedone del bianco · c2 pedone del bianco · f2 pedone del bianco · g2 pedone del bianco · h2 pedone del bianco · f1 torre del bianco · g1 re del bianco | f8 torre del nero · g8 re del nero · a7 pedone del nero · b7 pedone del nero · g7 pedone del nero · h7 pedone del nero · e6 pedone del nero · c5 torre del bianco · g5 donna del bianco · d4 cavallo del nero · g3 donna del nero · h3 torre del nero · a2 pedone del bianco · c2 pedone del bianco · f2 pedone del bianco · g2 pedone del bianco · h2 pedone del bianco · f1 torre del bianco · g1 re del bianco | f8 torre del nero · g8 re del nero · a7 pedone del nero · b7 pedone del nero · g7 pedone del nero · h7 pedone del nero · e6 pedone del nero · c5 torre del bianco · g5 donna del bianco · d4 cavallo del nero · g3 donna del nero · h3 torre del nero · a2 pedone del bianco · c2 pedone del bianco · f2 pedone del bianco · g2 pedone del bianco · h2 pedone del bianco · f1 torre del bianco · g1 re del bianco | f8 torre del nero · g8 re del nero · a7 pedone del nero · b7 pedone del nero · g7 pedone del nero · h7 pedone del nero · e6 pedone del nero · c5 torre del bianco · g5 donna del bianco · d4 cavallo del nero · g3 donna del nero · h3 torre del nero · a2 pedone del bianco · c2 pedone del bianco · f2 pedone del bianco · g2 pedone del bianco · h2 pedone del bianco · f1 torre del bianco · g1 re del bianco | f8 torre del nero · g8 re del nero · a7 pedone del nero · b7 pedone del nero · g7 pedone del nero · h7 pedone del nero · e6 pedone del nero · c5 torre del bianco · g5 donna del bianco · d4 cavallo del nero · g3 donna del nero · h3 torre del nero · a2 pedone del bianco · c2 pedone del bianco · f2 pedone del bianco · g2 pedone del bianco · h2 pedone del bianco · f1 torre del bianco · g1 re del bianco | f8 torre del nero · g8 re del nero · a7 pedone del nero · b7 pedone del nero · g7 pedone del nero · h7 pedone del nero · e6 pedone del nero · c5 torre del bianco · g5 donna del bianco · d4 cavallo del nero · g3 donna del nero · h3 torre del nero · a2 pedone del bianco · c2 pedone del bianco · f2 pedone del bianco · g2 pedone del bianco · h2 pedone del bianco · f1 torre del bianco · g1 re del bianco | f8 torre del nero · g8 re del nero · a7 pedone del nero · b7 pedone del nero · g7 pedone del nero · h7 pedone del nero · e6 pedone del nero · c5 torre del bianco · g5 donna del bianco · d4 cavallo del nero · g3 donna del nero · h3 torre del nero · a2 pedone del bianco · c2 pedone del bianco · f2 pedone del bianco · g2 pedone del bianco · h2 pedone del bianco · f1 torre del bianco · g1 re del bianco | 6 |
| 5 | f8 torre del nero · g8 re del nero · a7 pedone del nero · b7 pedone del nero · g7 pedone del nero · h7 pedone del nero · e6 pedone del nero · c5 torre del bianco · g5 donna del bianco · d4 cavallo del nero · g3 donna del nero · h3 torre del nero · a2 pedone del bianco · c2 pedone del bianco · f2 pedone del bianco · g2 pedone del bianco · h2 pedone del bianco · f1 torre del bianco · g1 re del bianco | f8 torre del nero · g8 re del nero · a7 pedone del nero · b7 pedone del nero · g7 pedone del nero · h7 pedone del nero · e6 pedone del nero · c5 torre del bianco · g5 donna del bianco · d4 cavallo del nero · g3 donna del nero · h3 torre del nero · a2 pedone del bianco · c2 pedone del bianco · f2 pedone del bianco · g2 pedone del bianco · h2 pedone del bianco · f1 torre del bianco · g1 re del bianco | f8 torre del nero · g8 re del nero · a7 pedone del nero · b7 pedone del nero · g7 pedone del nero · h7 pedone del nero · e6 pedone del nero · c5 torre del bianco · g5 donna del bianco · d4 cavallo del nero · g3 donna del nero · h3 torre del nero · a2 pedone del bianco · c2 pedone del bianco · f2 pedone del bianco · g2 pedone del bianco · h2 pedone del bianco · f1 torre del bianco · g1 re del bianco | f8 torre del nero · g8 re del nero · a7 pedone del nero · b7 pedone del nero · g7 pedone del nero · h7 pedone del nero · e6 pedone del nero · c5 torre del bianco · g5 donna del bianco · d4 cavallo del nero · g3 donna del nero · h3 torre del nero · a2 pedone del bianco · c2 pedone del bianco · f2 pedone del bianco · g2 pedone del bianco · h2 pedone del bianco · f1 torre del bianco · g1 re del bianco | f8 torre del nero · g8 re del nero · a7 pedone del nero · b7 pedone del nero · g7 pedone del nero · h7 pedone del nero · e6 pedone del nero · c5 torre del bianco · g5 donna del bianco · d4 cavallo del nero · g3 donna del nero · h3 torre del nero · a2 pedone del bianco · c2 pedone del bianco · f2 pedone del bianco · g2 pedone del bianco · h2 pedone del bianco · f1 torre del bianco · g1 re del bianco | f8 torre del nero · g8 re del nero · a7 pedone del nero · b7 pedone del nero · g7 pedone del nero · h7 pedone del nero · e6 pedone del nero · c5 torre del bianco · g5 donna del bianco · d4 cavallo del nero · g3 donna del nero · h3 torre del nero · a2 pedone del bianco · c2 pedone del bianco · f2 pedone del bianco · g2 pedone del bianco · h2 pedone del bianco · f1 torre del bianco · g1 re del bianco | f8 torre del nero · g8 re del nero · a7 pedone del nero · b7 pedone del nero · g7 pedone del nero · h7 pedone del nero · e6 pedone del nero · c5 torre del bianco · g5 donna del bianco · d4 cavallo del nero · g3 donna del nero · h3 torre del nero · a2 pedone del bianco · c2 pedone del bianco · f2 pedone del bianco · g2 pedone del bianco · h2 pedone del bianco · f1 torre del bianco · g1 re del bianco | f8 torre del nero · g8 re del nero · a7 pedone del nero · b7 pedone del nero · g7 pedone del nero · h7 pedone del nero · e6 pedone del nero · c5 torre del bianco · g5 donna del bianco · d4 cavallo del nero · g3 donna del nero · h3 torre del nero · a2 pedone del bianco · c2 pedone del bianco · f2 pedone del bianco · g2 pedone del bianco · h2 pedone del bianco · f1 torre del bianco · g1 re del bianco | 5 |
| 4 | f8 torre del nero · g8 re del nero · a7 pedone del nero · b7 pedone del nero · g7 pedone del nero · h7 pedone del nero · e6 pedone del nero · c5 torre del bianco · g5 donna del bianco · d4 cavallo del nero · g3 donna del nero · h3 torre del nero · a2 pedone del bianco · c2 pedone del bianco · f2 pedone del bianco · g2 pedone del bianco · h2 pedone del bianco · f1 torre del bianco · g1 re del bianco | f8 torre del nero · g8 re del nero · a7 pedone del nero · b7 pedone del nero · g7 pedone del nero · h7 pedone del nero · e6 pedone del nero · c5 torre del bianco · g5 donna del bianco · d4 cavallo del nero · g3 donna del nero · h3 torre del nero · a2 pedone del bianco · c2 pedone del bianco · f2 pedone del bianco · g2 pedone del bianco · h2 pedone del bianco · f1 torre del bianco · g1 re del bianco | f8 torre del nero · g8 re del nero · a7 pedone del nero · b7 pedone del nero · g7 pedone del nero · h7 pedone del nero · e6 pedone del nero · c5 torre del bianco · g5 donna del bianco · d4 cavallo del nero · g3 donna del nero · h3 torre del nero · a2 pedone del bianco · c2 pedone del bianco · f2 pedone del bianco · g2 pedone del bianco · h2 pedone del bianco · f1 torre del bianco · g1 re del bianco | f8 torre del nero · g8 re del nero · a7 pedone del nero · b7 pedone del nero · g7 pedone del nero · h7 pedone del nero · e6 pedone del nero · c5 torre del bianco · g5 donna del bianco · d4 cavallo del nero · g3 donna del nero · h3 torre del nero · a2 pedone del bianco · c2 pedone del bianco · f2 pedone del bianco · g2 pedone del bianco · h2 pedone del bianco · f1 torre del bianco · g1 re del bianco | f8 torre del nero · g8 re del nero · a7 pedone del nero · b7 pedone del nero · g7 pedone del nero · h7 pedone del nero · e6 pedone del nero · c5 torre del bianco · g5 donna del bianco · d4 cavallo del nero · g3 donna del nero · h3 torre del nero · a2 pedone del bianco · c2 pedone del bianco · f2 pedone del bianco · g2 pedone del bianco · h2 pedone del bianco · f1 torre del bianco · g1 re del bianco | f8 torre del nero · g8 re del nero · a7 pedone del nero · b7 pedone del nero · g7 pedone del nero · h7 pedone del nero · e6 pedone del nero · c5 torre del bianco · g5 donna del bianco · d4 cavallo del nero · g3 donna del nero · h3 torre del nero · a2 pedone del bianco · c2 pedone del bianco · f2 pedone del bianco · g2 pedone del bianco · h2 pedone del bianco · f1 torre del bianco · g1 re del bianco | f8 torre del nero · g8 re del nero · a7 pedone del nero · b7 pedone del nero · g7 pedone del nero · h7 pedone del nero · e6 pedone del nero · c5 torre del bianco · g5 donna del bianco · d4 cavallo del nero · g3 donna del nero · h3 torre del nero · a2 pedone del bianco · c2 pedone del bianco · f2 pedone del bianco · g2 pedone del bianco · h2 pedone del bianco · f1 torre del bianco · g1 re del bianco | f8 torre del nero · g8 re del nero · a7 pedone del nero · b7 pedone del nero · g7 pedone del nero · h7 pedone del nero · e6 pedone del nero · c5 torre del bianco · g5 donna del bianco · d4 cavallo del nero · g3 donna del nero · h3 torre del nero · a2 pedone del bianco · c2 pedone del bianco · f2 pedone del bianco · g2 pedone del bianco · h2 pedone del bianco · f1 torre del bianco · g1 re del bianco | 4 |
| 3 | f8 torre del nero · g8 re del nero · a7 pedone del nero · b7 pedone del nero · g7 pedone del nero · h7 pedone del nero · e6 pedone del nero · c5 torre del bianco · g5 donna del bianco · d4 cavallo del nero · g3 donna del nero · h3 torre del nero · a2 pedone del bianco · c2 pedone del bianco · f2 pedone del bianco · g2 pedone del bianco · h2 pedone del bianco · f1 torre del bianco · g1 re del bianco | f8 torre del nero · g8 re del nero · a7 pedone del nero · b7 pedone del nero · g7 pedone del nero · h7 pedone del nero · e6 pedone del nero · c5 torre del bianco · g5 donna del bianco · d4 cavallo del nero · g3 donna del nero · h3 torre del nero · a2 pedone del bianco · c2 pedone del bianco · f2 pedone del bianco · g2 pedone del bianco · h2 pedone del bianco · f1 torre del bianco · g1 re del bianco | f8 torre del nero · g8 re del nero · a7 pedone del nero · b7 pedone del nero · g7 pedone del nero · h7 pedone del nero · e6 pedone del nero · c5 torre del bianco · g5 donna del bianco · d4 cavallo del nero · g3 donna del nero · h3 torre del nero · a2 pedone del bianco · c2 pedone del bianco · f2 pedone del bianco · g2 pedone del bianco · h2 pedone del bianco · f1 torre del bianco · g1 re del bianco | f8 torre del nero · g8 re del nero · a7 pedone del nero · b7 pedone del nero · g7 pedone del nero · h7 pedone del nero · e6 pedone del nero · c5 torre del bianco · g5 donna del bianco · d4 cavallo del nero · g3 donna del nero · h3 torre del nero · a2 pedone del bianco · c2 pedone del bianco · f2 pedone del bianco · g2 pedone del bianco · h2 pedone del bianco · f1 torre del bianco · g1 re del bianco | f8 torre del nero · g8 re del nero · a7 pedone del nero · b7 pedone del nero · g7 pedone del nero · h7 pedone del nero · e6 pedone del nero · c5 torre del bianco · g5 donna del bianco · d4 cavallo del nero · g3 donna del nero · h3 torre del nero · a2 pedone del bianco · c2 pedone del bianco · f2 pedone del bianco · g2 pedone del bianco · h2 pedone del bianco · f1 torre del bianco · g1 re del bianco | f8 torre del nero · g8 re del nero · a7 pedone del nero · b7 pedone del nero · g7 pedone del nero · h7 pedone del nero · e6 pedone del nero · c5 torre del bianco · g5 donna del bianco · d4 cavallo del nero · g3 donna del nero · h3 torre del nero · a2 pedone del bianco · c2 pedone del bianco · f2 pedone del bianco · g2 pedone del bianco · h2 pedone del bianco · f1 torre del bianco · g1 re del bianco | f8 torre del nero · g8 re del nero · a7 pedone del nero · b7 pedone del nero · g7 pedone del nero · h7 pedone del nero · e6 pedone del nero · c5 torre del bianco · g5 donna del bianco · d4 cavallo del nero · g3 donna del nero · h3 torre del nero · a2 pedone del bianco · c2 pedone del bianco · f2 pedone del bianco · g2 pedone del bianco · h2 pedone del bianco · f1 torre del bianco · g1 re del bianco | f8 torre del nero · g8 re del nero · a7 pedone del nero · b7 pedone del nero · g7 pedone del nero · h7 pedone del nero · e6 pedone del nero · c5 torre del bianco · g5 donna del bianco · d4 cavallo del nero · g3 donna del nero · h3 torre del nero · a2 pedone del bianco · c2 pedone del bianco · f2 pedone del bianco · g2 pedone del bianco · h2 pedone del bianco · f1 torre del bianco · g1 re del bianco | 3 |
| 2 | f8 torre del nero · g8 re del nero · a7 pedone del nero · b7 pedone del nero · g7 pedone del nero · h7 pedone del nero · e6 pedone del nero · c5 torre del bianco · g5 donna del bianco · d4 cavallo del nero · g3 donna del nero · h3 torre del nero · a2 pedone del bianco · c2 pedone del bianco · f2 pedone del bianco · g2 pedone del bianco · h2 pedone del bianco · f1 torre del bianco · g1 re del bianco | f8 torre del nero · g8 re del nero · a7 pedone del nero · b7 pedone del nero · g7 pedone del nero · h7 pedone del nero · e6 pedone del nero · c5 torre del bianco · g5 donna del bianco · d4 cavallo del nero · g3 donna del nero · h3 torre del nero · a2 pedone del bianco · c2 pedone del bianco · f2 pedone del bianco · g2 pedone del bianco · h2 pedone del bianco · f1 torre del bianco · g1 re del bianco | f8 torre del nero · g8 re del nero · a7 pedone del nero · b7 pedone del nero · g7 pedone del nero · h7 pedone del nero · e6 pedone del nero · c5 torre del bianco · g5 donna del bianco · d4 cavallo del nero · g3 donna del nero · h3 torre del nero · a2 pedone del bianco · c2 pedone del bianco · f2 pedone del bianco · g2 pedone del bianco · h2 pedone del bianco · f1 torre del bianco · g1 re del bianco | f8 torre del nero · g8 re del nero · a7 pedone del nero · b7 pedone del nero · g7 pedone del nero · h7 pedone del nero · e6 pedone del nero · c5 torre del bianco · g5 donna del bianco · d4 cavallo del nero · g3 donna del nero · h3 torre del nero · a2 pedone del bianco · c2 pedone del bianco · f2 pedone del bianco · g2 pedone del bianco · h2 pedone del bianco · f1 torre del bianco · g1 re del bianco | f8 torre del nero · g8 re del nero · a7 pedone del nero · b7 pedone del nero · g7 pedone del nero · h7 pedone del nero · e6 pedone del nero · c5 torre del bianco · g5 donna del bianco · d4 cavallo del nero · g3 donna del nero · h3 torre del nero · a2 pedone del bianco · c2 pedone del bianco · f2 pedone del bianco · g2 pedone del bianco · h2 pedone del bianco · f1 torre del bianco · g1 re del bianco | f8 torre del nero · g8 re del nero · a7 pedone del nero · b7 pedone del nero · g7 pedone del nero · h7 pedone del nero · e6 pedone del nero · c5 torre del bianco · g5 donna del bianco · d4 cavallo del nero · g3 donna del nero · h3 torre del nero · a2 pedone del bianco · c2 pedone del bianco · f2 pedone del bianco · g2 pedone del bianco · h2 pedone del bianco · f1 torre del bianco · g1 re del bianco | f8 torre del nero · g8 re del nero · a7 pedone del nero · b7 pedone del nero · g7 pedone del nero · h7 pedone del nero · e6 pedone del nero · c5 torre del bianco · g5 donna del bianco · d4 cavallo del nero · g3 donna del nero · h3 torre del nero · a2 pedone del bianco · c2 pedone del bianco · f2 pedone del bianco · g2 pedone del bianco · h2 pedone del bianco · f1 torre del bianco · g1 re del bianco | f8 torre del nero · g8 re del nero · a7 pedone del nero · b7 pedone del nero · g7 pedone del nero · h7 pedone del nero · e6 pedone del nero · c5 torre del bianco · g5 donna del bianco · d4 cavallo del nero · g3 donna del nero · h3 torre del nero · a2 pedone del bianco · c2 pedone del bianco · f2 pedone del bianco · g2 pedone del bianco · h2 pedone del bianco · f1 torre del bianco · g1 re del bianco | 2 |
| 1 | f8 torre del nero · g8 re del nero · a7 pedone del nero · b7 pedone del nero · g7 pedone del nero · h7 pedone del nero · e6 pedone del nero · c5 torre del bianco · g5 donna del bianco · d4 cavallo del nero · g3 donna del nero · h3 torre del nero · a2 pedone del bianco · c2 pedone del bianco · f2 pedone del bianco · g2 pedone del bianco · h2 pedone del bianco · f1 torre del bianco · g1 re del bianco | f8 torre del nero · g8 re del nero · a7 pedone del nero · b7 pedone del nero · g7 pedone del nero · h7 pedone del nero · e6 pedone del nero · c5 torre del bianco · g5 donna del bianco · d4 cavallo del nero · g3 donna del nero · h3 torre del nero · a2 pedone del bianco · c2 pedone del bianco · f2 pedone del bianco · g2 pedone del bianco · h2 pedone del bianco · f1 torre del bianco · g1 re del bianco | f8 torre del nero · g8 re del nero · a7 pedone del nero · b7 pedone del nero · g7 pedone del nero · h7 pedone del nero · e6 pedone del nero · c5 torre del bianco · g5 donna del bianco · d4 cavallo del nero · g3 donna del nero · h3 torre del nero · a2 pedone del bianco · c2 pedone del bianco · f2 pedone del bianco · g2 pedone del bianco · h2 pedone del bianco · f1 torre del bianco · g1 re del bianco | f8 torre del nero · g8 re del nero · a7 pedone del nero · b7 pedone del nero · g7 pedone del nero · h7 pedone del nero · e6 pedone del nero · c5 torre del bianco · g5 donna del bianco · d4 cavallo del nero · g3 donna del nero · h3 torre del nero · a2 pedone del bianco · c2 pedone del bianco · f2 pedone del bianco · g2 pedone del bianco · h2 pedone del bianco · f1 torre del bianco · g1 re del bianco | f8 torre del nero · g8 re del nero · a7 pedone del nero · b7 pedone del nero · g7 pedone del nero · h7 pedone del nero · e6 pedone del nero · c5 torre del bianco · g5 donna del bianco · d4 cavallo del nero · g3 donna del nero · h3 torre del nero · a2 pedone del bianco · c2 pedone del bianco · f2 pedone del bianco · g2 pedone del bianco · h2 pedone del bianco · f1 torre del bianco · g1 re del bianco | f8 torre del nero · g8 re del nero · a7 pedone del nero · b7 pedone del nero · g7 pedone del nero · h7 pedone del nero · e6 pedone del nero · c5 torre del bianco · g5 donna del bianco · d4 cavallo del nero · g3 donna del nero · h3 torre del nero · a2 pedone del bianco · c2 pedone del bianco · f2 pedone del bianco · g2 pedone del bianco · h2 pedone del bianco · f1 torre del bianco · g1 re del bianco | f8 torre del nero · g8 re del nero · a7 pedone del nero · b7 pedone del nero · g7 pedone del nero · h7 pedone del nero · e6 pedone del nero · c5 torre del bianco · g5 donna del bianco · d4 cavallo del nero · g3 donna del nero · h3 torre del nero · a2 pedone del bianco · c2 pedone del bianco · f2 pedone del bianco · g2 pedone del bianco · h2 pedone del bianco · f1 torre del bianco · g1 re del bianco | f8 torre del nero · g8 re del nero · a7 pedone del nero · b7 pedone del nero · g7 pedone del nero · h7 pedone del nero · e6 pedone del nero · c5 torre del bianco · g5 donna del bianco · d4 cavallo del nero · g3 donna del nero · h3 torre del nero · a2 pedone del bianco · c2 pedone del bianco · f2 pedone del bianco · g2 pedone del bianco · h2 pedone del bianco · f1 torre del bianco · g1 re del bianco | 1 |
|   | a | b | c | d | e | f | g | h |   |

Nel torneo di Breslavia del 1912, Marshall giocò una famosa partita contro Stepan Levitsky in cui fece uno straordinario sacrificio di Donna (23. ...Dg3!!), che poteva essere catturata in tre modi diversi. Levitsky, resosi conto che non poteva in alcun modo accettare il sacrificio, abbandonò subito la partita. Si racconta, ma qui si entra nella leggenda, che gli spettatori coprirono la scacchiera con delle monete d'oro dopo il termine della partita.
Levitskij - Marshall, Difesa francese  1. d4 e6 2. e4 d5 3. Cc3 c5 4. Cf3 Cc6 5. exd5 exd5 6. Ae2 Cf6 7. O-O Ae7 8. Ag5 O-O 9. dxc5 Ae6 10. Cd4 Axc5 11. Cxe6 fxe6 12. Ag4 Dd6 13. Ah3 Tae8 14. Dd2 Ab4 15. Axf6 Txf6 16. Tad1 Dc5 17. De2 Axc3 18. bxc3 Dxc3 19. Txd5 Cd4 20. Dh5 Tef8 21. Te5 Th6 22. Dg5 Txh3 23. Tc5 Dg3!!  (0-1).
Parlando dei suoi infelici risultati negli scontri diretti, Marshall scrisse:
(Frank Marshall - My fifty years of chess)
Nel 1914 Marshall fu tra i finalisti del grande torneo di San Pietroburgo: in quanto tale lo zar Nicola II lo gratificò con l'assegnazione del titolo di Grande Maestro Internazionale, coniato in quell'occasione.
Nel 1915 aprì il Marshall Chess Club (Marshall's Chess Divan at Keene's Chop House).
Nel 1920 vinse l'American Chess Congress.
Nel 1922 Frank Marshall giocò 155 partite contemporaneamente al National Club di Montreal, in Canada, un record mondiale. Ha segnato 126 vittorie, 21 pareggi e 8 sconfitte in poco più di 7 ore. Una settimana dopo, quando Marshall tornò a New York, ripeté ogni singola mossa di ogni partita, riuscì a ricordare alla perfezione 154 delle 155 partite.
Negli anni trenta Marshall guidò la squadra statunitense alla vittoria di quattro medaglie d'oro consecutive alle Olimpiadi degli scacchi. Anche se va sottolineato che l'Unione Sovietica non prese parte a quelle competizioni, un simile risultato non si registrò mai più nella storia degli scacchi a stelle e strisce.